# Nossa Senhora do Rosário de Chiquinquirá
Nossa Senhora do Rosário de Chiquinquirá ou simplesmente Virgem de Chiquinquirá é uma das invocações que venera a Virgem Maria no catolicismo. Ela é a rainha e padroeira da Colômbia, do Estado de Zulia, na Venezuela, e da cidade de Caraz, no departamento de Ancash, no Peru.
Na Colômbia a imagem repousa na Basílica de Nossa Senhora do Rosário de Chiquinquirá, onde milhares de peregrinos, não só no dia de sua festa em 9 de julho, mas a cada domingo, quando missas e procissões são realizadas. Em 3 de julho de 1986 o papa São João Paulo II visitou o santuário e rezou pela paz na Colômbia aos pés do ícone da Virgem Maria. Em 9 de julho de 1999, a última tela visitou a cidade de Bogotá para presidir a oração pela paz. É conhecido pelo nome da cidade de Chiquinquirá, onde o primeiro dos seus eventos miraculosos teve lugar, e em que a tela original repousa.
Uma imagem da Virgem de Chiquinquirá de Venezuela repousa na Basílica de Maracaibo. Nesta cidade, a cada ano, 18 de novembro é comemorado a tradicional "Feria de La Chinita" e missas e procissões em honra da Virgem.

## Galeria

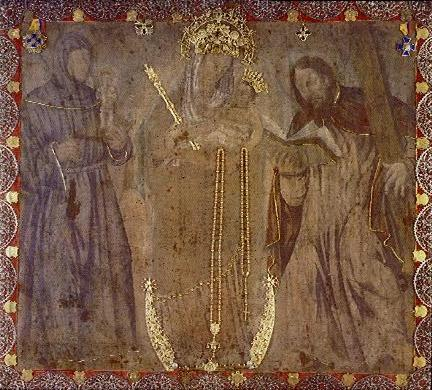
Quadro original da Virgem de Chiquinquirá, exposta na basílica do mesmo nome.
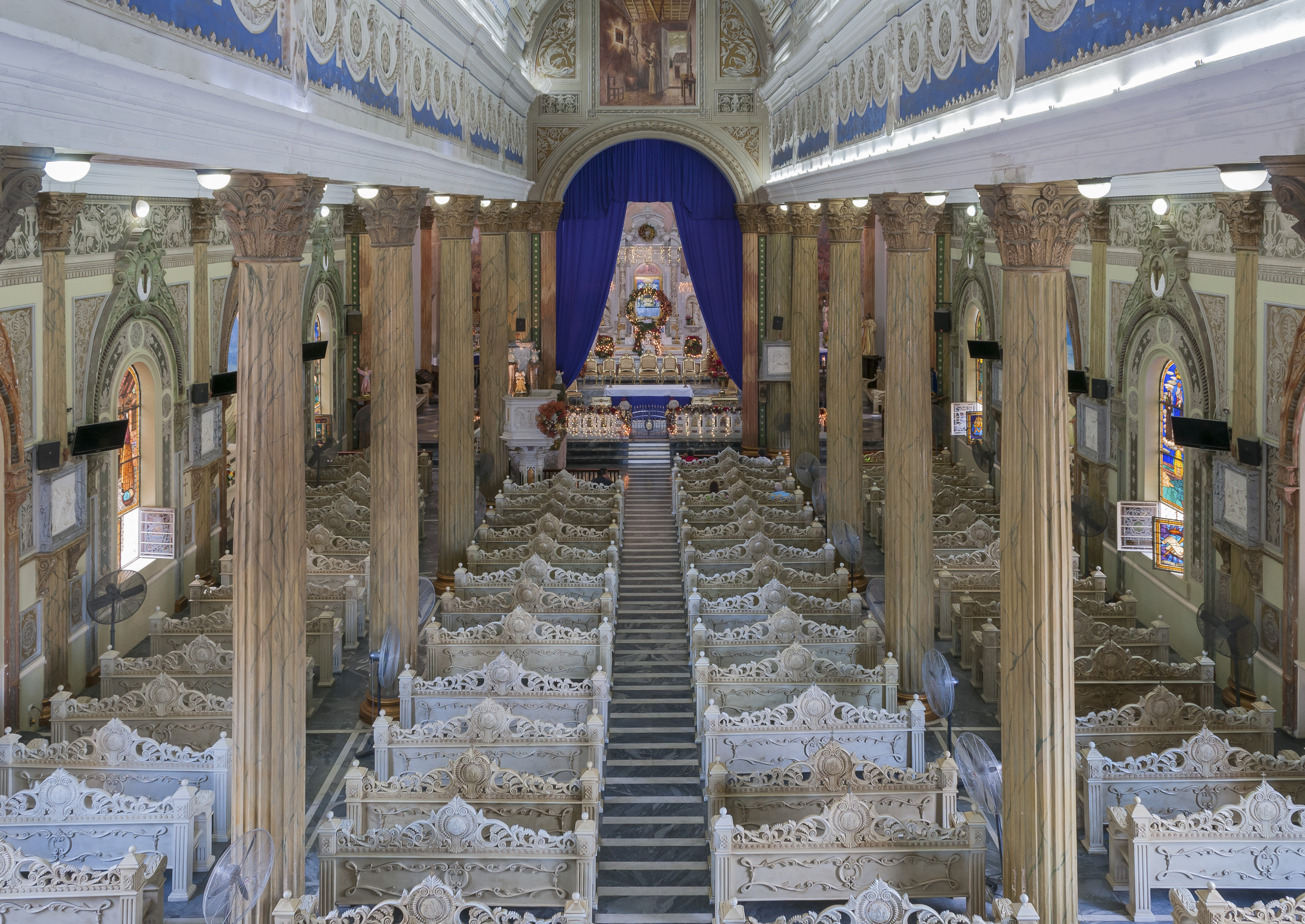
Interior da Basílica de Nossa Senhora da Chiquinquirá, Maracaibo, Venezuela.
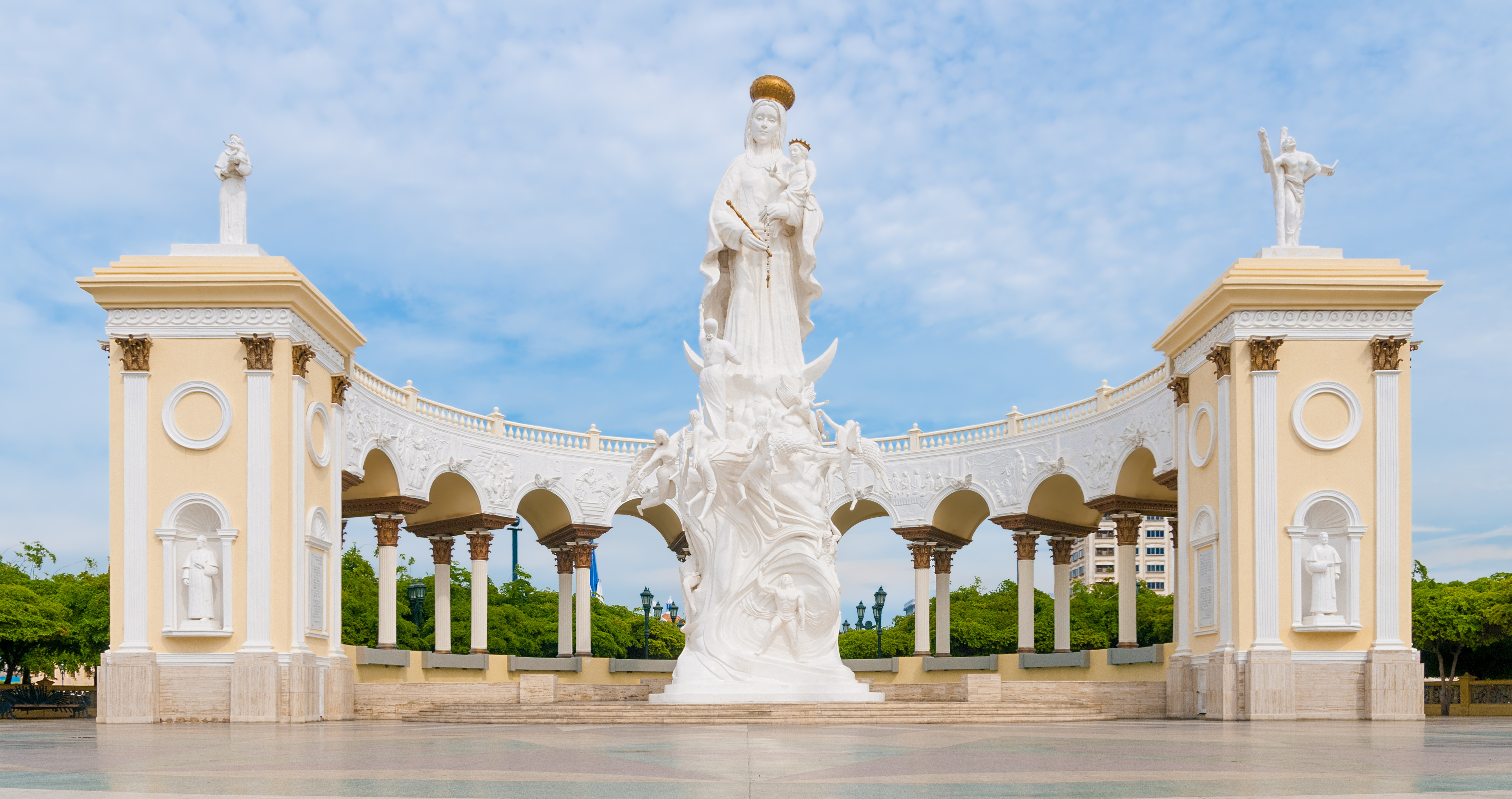
Monumento em homenagem à Virgem de Chiquinquirá em Maracaibo.
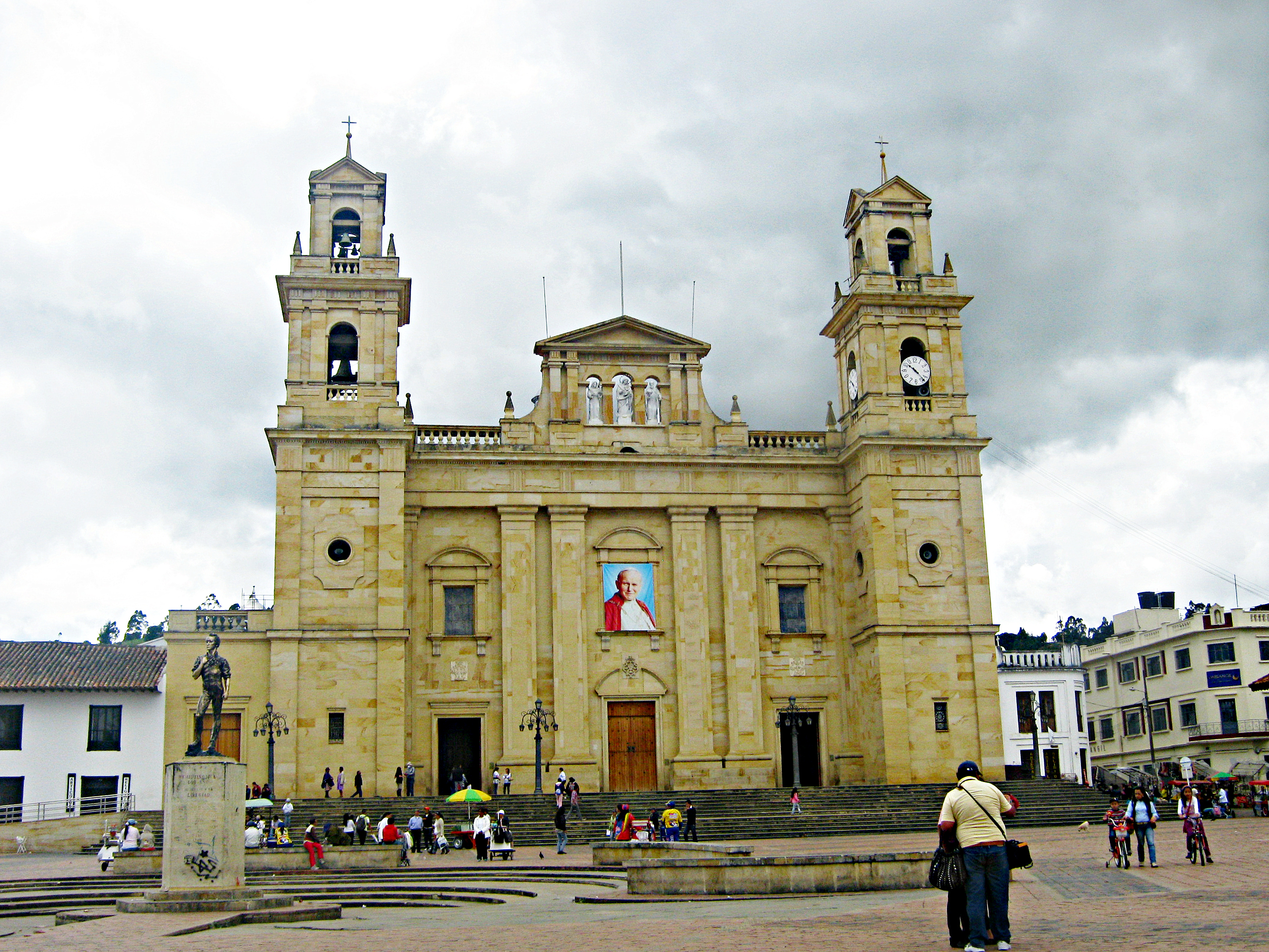
Basílica da Virgem de Chiquinquirá em Boyacá, na Colômbia, onde a pintura original é preservada.